# Liolaemus quilmes
Espèce
Statut de conservation UICN

 NT  : Quasi menacé
Liolaemus quilmes est une espèce de sauriens de la famille des Liolaemidae.

## Répartition
Cette espèce est endémique d'Argentine. Elle se rencontre dans les provinces de Salta, de Tucumán et de la Catamarca. On la trouve entre 1 600 et 2 200 m d'altitude.

## Description
C'est un saurien ovipare.

## Étymologie
Cette espèce est nommée en l'honneur de l'ethnie des Quilmes.

## Publication originale
- Etheridge, 1993 : Lizards of the Liolaemus darwinii complex (Squamata: Iguania: Tropiduridae) in Northern Argentina. Bollettino di museo regionale di scienze naturali (Turin) vol. 11, no 1, p. 137-199.